# Leptostylus paraleucus
Leptostylus paraleucus là một loài bọ cánh cứng trong họ Cerambycidae.